# Bourgheim

Bourgheim este o comună în departamentul Bas-Rhin, Franța. În 1 ianuarie 2022 avea o populație de 643 de locuitori.